# جولي برادبري
جولي برادبري (بالإنجليزية: Julie Bradbury) هي لاعبة كرة الريشة بريطانية، ولدت في 12 فبراير 1967 في أكسفورد في المملكة المتحدة.

## وصلات خارجية
- جولي برادبري على موقع BWF.tournamentsoftware.com (الإنجليزية)
- جولي برادبري على موقع BWFbadminton.com (الإنجليزية)
- جولي برادبري على موقع اللجنة الأولمبية الدولية (الإنجليزية)
- جولي برادبري على موقع أوليمبيديا (الإنجليزية)
- جولي برادبري على موقع اللجنة الأولمبية البريطانية (الإنجليزية)
- جولي برادبري على موقع اللجنة الأولمبية البريطانية (الإنجليزية)
- جولي برادبري على موقع اتحاد ألعاب الكومنولث (مؤرشف) (الإنجليزية)